# Fågelsjön, Värmland
Fågelsjön är en sjö i Karlskoga kommun i Värmland och ingår i Göta älvs huvudavrinningsområde. Sjön har en area på 0,463 kvadratkilometer och ligger 157 meter över havet.

## Delavrinningsområde
Fågelsjön ingår i det delavrinningsområde (658354-143636) som SMHI kallar för Utloppet av Älgsimmen. Medelhöjden är 177 meter över havet och ytan är 26,87 kvadratkilometer. Räknas de 4 avrinningsområdena uppströms in blir den ackumulerade arean 81,02 kvadratkilometer. Imälven som avvattnar avrinningsområdet har biflödesordning 3, vilket innebär att vattnet flödar genom totalt 3 vattendrag innan det når havet efter 295 kilometer. Avrinningsområdet består mestadels av skog (69 procent) och sankmarker (17 procent). Avrinningsområdet har 2,35 kvadratkilometer vattenytor vilket ger det en sjöprocent på 8,7 procent.